# Születésszabályozás

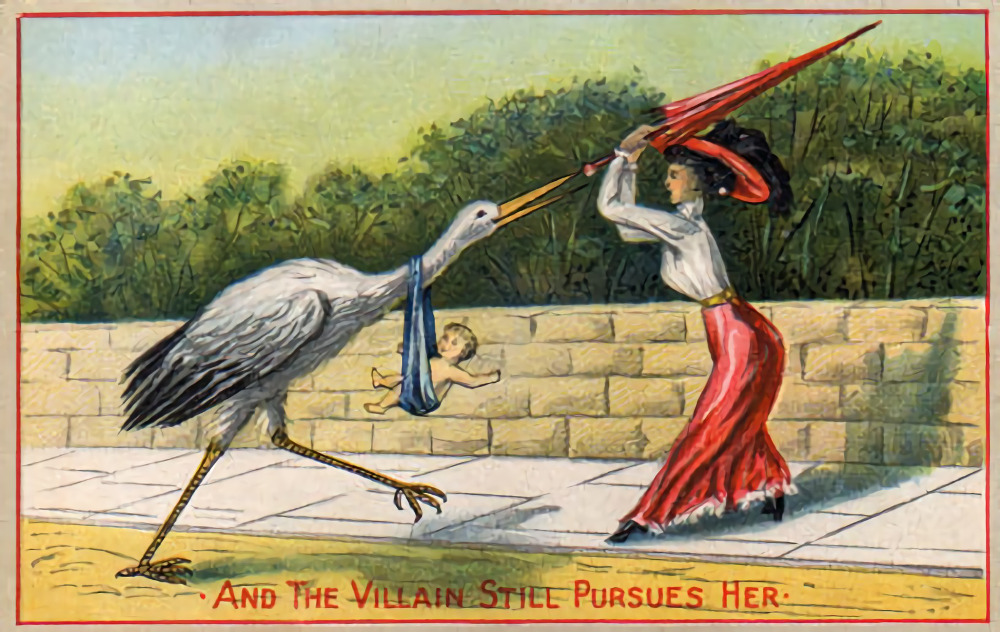
Születésszabályozást népszerűsítő angol képeslap a 19. századból

A születésszabályozás, más néven fogamzásgátlás vagy termékenység-szabályozás alatt a terhesség bekövetkezését megakadályozó eszközöket és módszereket kell érteni. Az emberi születésszabályozás tervezését, biztosítását és alkalmazását családtervezésnek nevezik. A biztonságos szex, azaz a férfi vagy női óvszer használata egyúttal a szexuális úton terjedő fertőzések megelőzését is szolgálja. Ősidők óta alkalmaznak különböző születésszabályozási módszereket, de az eredményes és biztonságos fogamzásgátlás csak a 20. században vált elérhetővé.
A leghatékonyabb fogamzásgátló módszerek közé tartozik a sterilizálás, és ezt követi egy sor hormonális fogamzásgátló, vagyis tabletták, tapaszok, hüvelygyűrűk és injekciók. A kevésbé eredményes módszerek közé tartoznak a barrier-eszközök vagy mechanikus fogamzásgátló eszközök, például az óvszerek, pesszáriumok és fogamzásgátló szivacs, valamint a termékenység-tudatos módszerek. A legkevésbé eredményes módszer a spermicidek használata és az ejakuláció előtt megszakított közösülés. A sterilizálás vagy művi meddővé tétel, jóllehet rendkívül eredményes, általában nem visszafordítható folyamat; minden más módszer hatásai a használat beszüntetését követően azonnal visszafordíthatók. A sürgősségi fogamzásgátlás a védekezés nélküli közösülést követő néhány napon belül meg tudja akadályozni a teherbeesést. Egyesek a szexuális önmegtartóztatást is a születésszabályozás egyik módjának tekintik.
Serdülőkorban a terhesség lényegesen nagyobb kockázatokkal jár. Az átfogó szexuális felvilágosítás és a fogamzásgátlóhoz való hozzájutás csökkentheti e korcsoportban a nem kívánt terhességek számát. Bár a fiatalok a születésszabályozás összes módját alkalmazhatják, a tartós hatású, visszafordítható fogamzásgátlók, mint például az implantátumok, a méhen belüli fogamzásgátlók vagy a hüvelygyűrűk különösen eredményesek a kamaszkori terhesség valószínűségének csökkentésében. A szülést követően a gyermekét nem kizárólag szoptatással tápláló nő akár 4–6 héten belül újra teherbe eshet. Egyes fogamzásgátló módszereket a szülés után azonnal lehet alkalmazni, míg másoknál akár hat hónapot is várni kell. Szoptató anyák esetében előnyösebb a kizárólag progesztogéntartalmú fogamzásgátló módszerek alkalmazása a kombinált fogamzásgátló tablettákkal szemben. A menopauzát elért nőknél ajánlott, hogy a születésszabályozási módszert a legutolsó menzeszt követően még egy évig alkalmazzák.
A fejlődő országokban mintegy 222 millió nő kívánja elkerülni a teherbeesést, mégsem jutnak hozzá a modern fogamzásgátló módszerekhez. A két terhesség között eltelt idő meghosszabbításával a születésszabályozásnak köszönhetően javulhatnak a felnőtt nők szülési körülményei és gyermekeik túlélési esélye is. A fejlődő országokban a nők keresete, vagyona, testtömegindexe, valamint gyermekeik iskolai lehetőségei és egészsége egyaránt javulhat a fogamzásgátláshoz való hozzáférés biztosításával. A túlnépesedéssel küzdő országokban a születésszabályozás hozzájárul a gazdasági növekedéshez, hiszen kevesebb lesz az eltartott gyermek, több nő vesz részt a munkaerőpiacon, és csökken a szűkös erőforrások felhasználása. Magyarországon ezzel szemben a születésszám visszaesése a jellemző, ami az 1950-es évek eleje óta tart, és 2011-re 90 ezer fő alá, soha addig nem látott mélységbe zuhant. Mindezek mellett a magyarországi terhességeknek csak a 68%-a kívánt terhesség. Magas emiatt az abortuszok száma, amely ugyan 1990-hez képest húsz év alatt a felére csökkent, de a további csökkentés érdekében kiemelten kell kezelni a fiatalok felvilágosítását és a születésszabályozási módszerek megismertetését.

## Módszerek
| Módszer                      | Jellemző használat | Tökéletes használat |
| ---------------------------- | ------------------ | ------------------- |
| Nincs születésszabályozás    | 85%                | 85%                 |
| Kombinált tabletta           | 8%                 | 0,3%                |
| Csak progesztines tabletta   | 13%                | 1,1%                |
| Sterilizáció (nők)           | 0,5%               | 0,5%                |
| Sterilizáció (férfiak)       | 0,15%              | 0,10%               |
| Óvszer (női)                 | 21%                | 5%                  |
| Óvszer (férfi)               | 18%                | 2%                  |
| Réztartalmú IUD              | 0,8%               | 0,6%                |
| Hormontartalmú IUD           | 0,2%               | 0,2%                |
| Tapasz                       | 8%                 | 0,3%                |
| Hüvelygyűrű                  | 9%                 | 0,3%                |
| Depo Provera                 | 3–6%               | 0,2%                |
| Implantátum                  | 0,05%              | 0,05%               |
| Diaphragma és spermicid      | 12%                | 6%                  |
| Megszakított közösülés       | 27%                | 4%                  |
| Naptármódszer                | ~12–25%            | ~1–9%               |
| Laktációs amenorrhea módszer | 0–7,5%             | <2%                 |

A születésszabályozás módszerei közé tartoznak a barrier-módszerek, a hormonális fogamzásgátlás, a méhen belüli (intrauterin) eszközök, a sterilizáció és a szexuális magatartásra vonatkozó módszerek. E módszereket a nemi aktus előtt vagy után használják, míg a sürgősségi fogamzásgátlás az aktus után néhány napig eredményes. Az adott módszer eredményességét általában azon nők százalékos arányában fejezik ki, akik a módszer alkalmazásának első évében teherbe esnek, alkalmanként pedig a teljes élethosszra vetített sikertelenségi arányban olyan, rendkívül eredményes módszerek esetében, mint például a petevezeték elkötése.
Azok a leghatékonyabb módszerek, amelyek nem igényelnek folyamatos orvosi ellenőrzést. A sebészeti úton történő sterilizáció, a beültethető hormonok és az intrauterin eszközök használata az első évben kevesebb mint 1%-os sikertelenségi arányt mutat. A hormonális fogamzásgátló tabletta, tapasz vagy hüvelygyűrű használata, valamint a laktációs amenorrhea módszer (LAM) következetes alkalmazás mellett szintén kevesebb mint 1%-os sikertelenségi arányú az első évben (LAM esetében az első hat hónapban). Általános jelenség azonban, hogy a helytelen használat következtében az első évben tapasztalt sikertelenségi arány lényegesen magasabb, 3–9% között mozog. Az olyan egyéb módszerek, mint a termékenységi időszakok számontartása, óvszer, pesszárium és a spermaölő vegyi készítmények használata még a használati utasítások tökéletes betartása mellett is magasabb sikertelenségi arányt mutatnak az első év során.
Ugyan minden születésszabályozási módszernek lehet valamilyen mellékhatása, ezek kockázata kisebb, mint a terhesség kialakulásának kockázata. Sok születésszabályozási módszer – úgymint a szájon át szedhető fogamzásgátlók, intrauterin eszközök, implantátumok és injekciók – használatának felfüggesztését követő éven belül kialakuló terhességek aránya megegyezik a születésszabályozást nem használók teherbeesési arányával.
Egyes konkrét egészségügyi problémák esetén a születésszabályozás bizonyos formáinak használata előtt alaposabb kivizsgálás szükséges. Az egyébként egészséges nőknél számos születésszabályozási módszer alkalmazása nem igényel orvosi vizsgálatot. Ezek közé tartoznak a fogamzásgátló tabletták, az injekció vagy implantátum és az óvszer használata. Konkrétan a medencevizsgálat, az emlővizsgálat vagy a vérvizsgálat nem befolyásolja az eredményességet, és ezért ezeket nem szükséges elvégezni a fogamzásgátló tabletták szedése előtt. Az Egészségügyi Világszervezet 2009-ben részletes listát tett közzé, amely tartalmazza a különböző születésszabályozási módszerek alkalmazásának egészségügyi feltételeit.

### Hormonális

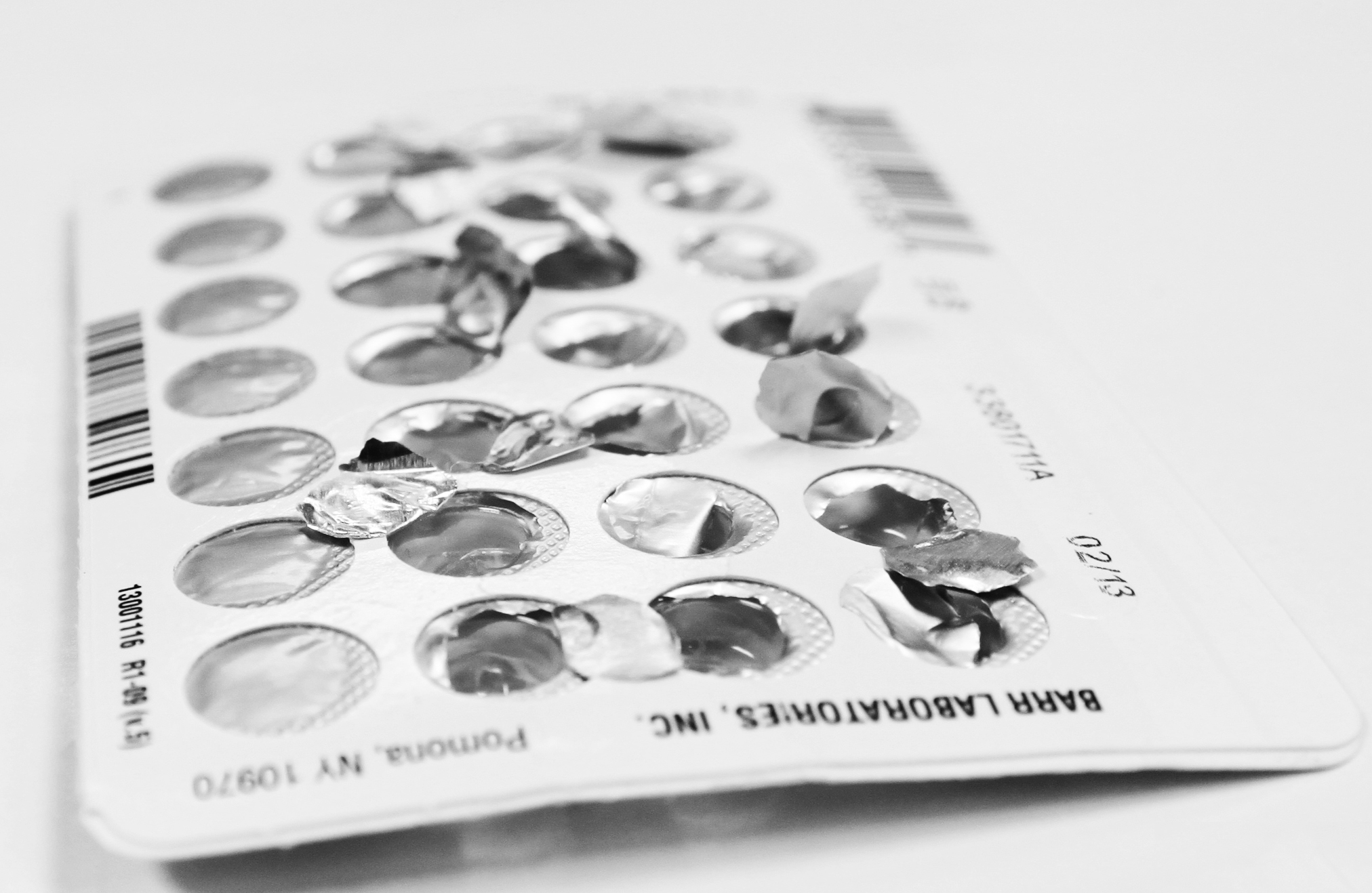
Hormonális fogamzásgátló tabletták

A hormonális fogamzásgátló szerek megakadályozzák az ovulációt és ezáltal a megtermékenyülést. Ezek többféle változatban kaphatók, például a szájon át szedhető tabletták, az implantátumok, a bőr alá ültethető készítmények, az injekciók, a fogamzásgátló tapaszok, a méhen belüli eszközök és a hüvelygyűrű. Ezek az eszközök jelenleg csak nők számára készülnek. Az orális születésszabályozásnak két típusát ismerjük: a kombinált orális fogamzásgátló tablettát és a kizárólag progesztogént tartalmazó tablettát. Terhesség alatt történő szedésük esetén ezek egyike sem növeli meg a vetélés kockázatát, és születési rendellenességeket sem okoznak.
A kombinált hormonális fogamzásgátlók használatát összefüggésbe hozták vénás és artériás vérrögök kialakulásának enyhén megnövekedett kockázatával, de ez a kockázat kisebb, mint terhesség esetén. A kockázat miatt ezek a szerek nem ajánlottak a 35 év feletti, dohányzó nők számára. A szexuális vágyra gyakorolt hatásuk változó, egyeseknél annak növekedése, másoknál csökkenése tapasztalható, de a nagy többségre nincsenek hatással. A kombinált orális fogamzásgátlók csökkentik a petefészekrák és a méhnyálkahártya-rák kialakulásának kockázatát, de nincsenek hatással az emlőrák kialakulásának kockázatára. Szedésük során a menstruációs vérzés gyengülhet és a fájdalmas menstruációs görcsök is gyakran enyhülnek. A hüvelygyűrűben található alacsonyabb dózisú ösztrogén csökkentheti a mellek érzékenységét, az émelygést és a fejfájás jelentkezésének kockázatát, amelyek rendszerint együtt járnak a magasabb ösztrogéndózist tartalmazó készítmények használatával.
A csak progesztogént tartalmazó tabletták, injekciók és méhen belüli eszközök használata nem jár a trombózis kialakulásának megnövekedett kockázatával, és ezeket olyan nők is szedhetik, akiknek vénájában korábban vérrögök jelentkeztek. Azok számára, akiknél korábban már előfordultak artériás vérrögök, javasolt a nem-hormonális vagy csak progesztogént tartalmazó fogamzásgátlók használata, de injektálható szerek használata még ebben az esetben sem ajánlatos. A csak progesztogént tartalmazó tabletták enyhíthetik a menstruációs tüneteket, és ezeket szoptatós kismamák is szedhetik, mivel a tejelválasztásra nincsenek befolyással. A kizárólag progesztogént alkalmazó módszerek rendszertelen vérzést okozhatnak, sőt egyesek a vérzés kimaradását is tapasztalták. Az olyan progesztogének, mint a droszpirenon és a dezogesztrel minimálisra csökkentik az androgén jellegű mellékhatásokat, viszont növelik a véralvadás kialakulásának kockázatát, ezért nem számítanak első vonalbeli szereknek. A Depo-Provera nevű progesztogén injekció első évben tapasztalt tipikus sikertelenségi aránya nem teljesen egyértelmű, 1% alatti és 6%-ot nem meghaladó értékek között mozog.

### Barrier-elv

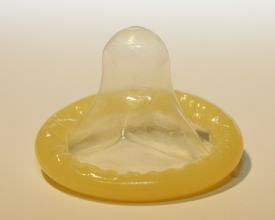
Felgöngyölt férfi óvszer

A mechanikus védekező (barrier-elvű) fogamzásgátlók olyan eszközök, amelyek a fogamzást azáltal igyekeznek megelőzni, hogy fizikai módon megakadályozzák az ondó méhbe jutását. Ezek közé tartozik a férfi óvszer, a női óvszer, a méhnyaksapka, a diafragma és a spermicideket tartalmazó fogamzásgátló szivacs.
Az óvszer használata az egész világon a legelterjedtebb születésszabályozási módszer. A férfi óvszert a férfi merev péniszére helyezik, amely így fizikailag megakadályozza, hogy a kilövellt sperma bejusson a szexuális partner testébe. A modern óvszerek leggyakrabban latexből készülnek, de előfordul, hogy más anyagot is használnak, mint például poliuretánt vagy báránybélt. A női óvszer szintén megtalálható a forgalomban. Ezek leggyakrabban nitrilből, latexből, vagy poliuretánból készülnek. A férfi óvszer előnye, hogy olcsó, használata könnyű és egyszerű, és szinte alig van mellékhatása. Japánban a születésszabályozási módszereket használó párok 80%-a az óvszert részesíti előnyben, míg Németországban ez az arány mintegy 25%, az Amerikai Egyesült Államokban pedig 18%.
A férfi óvszer és a spermiciddel együtt használt diafragma sikertelenségi aránya az első év során hasonló, az óvszernél 15%, a diafragmánál 16%. A használati utasítások tökéletes betartása mellett az óvszer használata hatékonyabb, és az első év során mindössze 2% sikertelenségi arányt mutat, míg a diafragma esetében ez az arány 6%. Az óvszernek továbbá megvan az az előnye is, hogy megelőzi az olyan szexuális úton átadható fertőzések terjedését, mint az AIDS.
A fogamzásgátló szivacs a barrier technikát spermicid alkalmazásával kombinálja. A diafragmához hasonlóan a szivacsot is közösülés előtt kell a hüvelybe helyezni – a hatásosság érdekében – a méhnyak fölé. A használat első évében az átlagos sikertelenségi arány 24% az olyan nőknél, akik korábban már szültek, és 12% azoknál, akik még nem szültek. A szivacs a közösülés előtt 24 órával már felhelyezhető, és az aktus után még legalább hat órán át nem távolítható el. Ismeretes, hogy használata allergiás reakcióval járhat, súlyosabb esetben pedig toxikus sokk szindróma jelentkezését válthatja ki.

### Méhen belüli eszközök
A jelenleg használt intrauterin fogamzásgátlók általában kicsiny, T alakú eszközök, amelyek vagy vörösrezet vagy levonorgesztrelt tartalmaznak, és egyenesen a méhbe helyezendők. Ezek a tartós hatású, visszafordítható születésszabályozási módszerek egyik formáját képviselik. A réztartalmú intrauterin eszközök alkalmazásakor tapasztalt sikertelenségi arány az első évben körülbelül 0,8%, míg a levonorgesztrel tartalmú eszközök sikertelenségi aránya 0,2%. A különböző típusú születésszabályozási módok közül az ilyen típusú a fogamzásgátlók, valamint a születésszabályozási implantátumok felelnek meg legjobban a hozzájuk fűzött elvárásoknak.
A rendelkezésre álló adatok szerint alkalmazásuk serdülőkorban, továbbá olyan nők esetében is hatékony és biztonságos, akik még nem szültek gyermeket. Az intrauterin eszközök nem befolyásolják a szoptatást, és akár rögtön a szülés után is felhelyezhetők. Terhességmegszakítást követően is azonnal használhatók. Eltávolításukat követően – még hosszú távú használat után is – a termékenység azonnal visszaáll normális állapotába. Míg a réztartalmú eszközök erősebb menstruációs vérzést és fájdalmasabb görcsöket okozhatnak, addig a hormontartalmú eszközök csökkenthetik a vérzést, sőt esetenként a menstruáció elmaradását is kiválthatják. További komplikáció lehet az eszköz esetleges kilökődése (2–5%) és ritkán a méh perforálódása (0,7% alatt). A görcsök kezelhetők nem szteroid gyulladáscsökkentő szerekkel.
2007-es adatok alapján az intrauterin fogamzásgátlók a visszafordítható születésszabályozási eszközök közül a legelterjedtebbek, és ezeket világszerte több mint 180 millióan használják. A Dalkon-pajzs nevű, méhen belüli fogamzásgátló eszköz egy korábbi modelljének használata kapcsolatba hozható volt a kismedencei gyulladás kialakulásának megnövekedett kockázatával, mindazonáltal a jelenlegi modellekre ez már nem jellemző azok körében, akik a felhelyezés idején nem szenvednek szexuális úton terjedő fertőzésben.

### Sterilizáció
A sebészeti sterilizáció hozzáférhető mind a nők számára a petevezeték elkötése (tubális okklúzió), illetve férfiak számára az ondóvezeték elkötése (vazektómia) formájában. Egyik beavatkozás sem jár jelentős hosszú távú mellékhatásokkal, emellett a petevezeték elzárása csökkenti a petefészekrák kialakulásának kockázatát is. A rövid távú komplikációk fellépésének esélye hússzor alacsonyabb a vazektómia esetében, mint a petevezeték elkötése esetén. A vazektómia után előfordulhat a herezacskó duzzanata és fájdalom, ami általában egy vagy két héten belül elmúlik. A petevezeték műtéti úton való elkötése után az esetek 1–2%-ában alakulhatnak ki komolyabb komplikációk az általános érzéstelenítés következményeként. Egyik eljárás sem nyújt azonban védelmet a szexuális úton terjedő fertőzések ellen.
A nők egy része később megbánja döntését: a 30 éven felüli nők körében ez az arány 5%, míg a 30 éven aluli nők esetében 20%. A férfiak esetében sokkal kisebb az esélye annak, hogy megbánják az önkéntes sterilizációt (kevesebb mint 5%), nagyobb valószínűséggel a fiatalabbak körében és azoknál, akiknek nincs még gyermekük vagy kisebb gyermekeik vannak, illetve azoknál, akik ingatag házasságban élnek. Egy szülők körében végzett felmérés során kiderült, hogy 9%-uk megbánta a gyermekvállalást, és ha újra kezdhetné, nem vállalna gyermeket.
Bár a műtéti sterilizáció végleges megoldásnak számít, megkísérelhető a petevezeték, illetve az ondóvezeték eredeti állapotának, átjárhatóságának műtéti helyreállítása. Nők esetében a helyreállítás iránti igény gyakran az újraházasodáskor jelentkezik. A helyreállító műtétet követően a teherbeesés valószínűsége 31% és 88% közé esik, az esetleges komplikációk között a méhen kívüli terhesség esélye megnő. A férfiak esetében a helyreállító műtétet kérők aránya 2–6%. A helyreállítást követően a gyermeknemzés esélye 38% és 84% közé tehető. Minél több idő telt el az eredeti műtét és a helyreállítás között, annál kisebb a gyermeknemzés esélye. Férfiak számára a spermaextrakció, majd ezt követően a mesterséges megtermékenyítés további lehetőséget nyújt a gyermekvállalásra. A magyar törvények szerint 1997 óta a művi meddővé tétel családtervezési célból a 35. életévét betöltött vagy három vér szerinti gyermekkel rendelkező személynél végezhető el.

### Viselkedés
A természetes vagy hagyományos születésszabályozási módszerek közé tartoznak az olyan viselkedési formák, amelyek a közösülés idejének (naptármódszer) vagy módjának szabályozásával igyekeznek megakadályozni a spermák bekerülését a női szaporítószervekbe – vagy teljes mértékben, vagy akkor, amikor a petesejt is jelen van. Amennyiben ezeket a módszereket megfelelően alkalmazzák, az első évben a nem kívánt terhességek aránya 3–4% körül alakul, azonban a nem megfelelő alkalmazásuk esetén a sikertelenség esélye elérheti a 85%-ot.

#### Termékenység követése
A termékenységi tünetek figyelemmel kísérésével meghatározhatóak a menstruációs ciklus legtermékenyebb napjai, és abban az időszakban tartózkodni kell a védekezés nélküli szexuális érintkezéstől. A legtermékenyebb időszak meghatározásához alkalmazható a végbélhőmérséklet-mérés (hőmérőzés vagy Hillebrant-módszer), a méhnyakváladék vizsgálata (ovulációs nyákteszt, Billing-módszer), illetve a naptármódszer. Ezen módszerek használatának első évében a nem kívánt terhességek aránya többnyire 12% és 25% között alakul, tökéletes alkalmazás mellett a módszertől függően 1–9%-ra lehet leszorítani ezt az arányt. Ezek a becsült értékek azonban ingatag bizonyítékokon alapulnak, mivel a vizsgálatok résztvevőinek jelentős része hamar abbahagyja e módszerek alkalmazását. Világszerte a pároknak csak mintegy 3,6%-a folyamodik ezekhez a módszerekhez.
A testhőmérséklet nyomon követésén és az azzal párhuzamosan más termékenységi tünetek megfigyelésén alapuló védekezési módszert szimptotermális módszernek nevezik. A módszer tipikus használói esetében a nem kívánt terhességek arányát 1–20% közé teszik. A módszer kiegészíthető a méhszáj helyzetének és jellegének, keménységének és zártságának a vizsgálatával tapintása útján.

#### Megszakítás
A megszakításos módszer (más néven coitus interruptus) lényege, hogy a közösülést a magömlés előtt megszakítják, a hímvesszőt a férfi „visszavonja” a hüvelyből. A megszakításos módszer legnagyobb veszélye, hogy a férfi esetleg nem megfelelő módon, vagy nem a megfelelő időben hajtja végre a manővert. A módszer alkalmazásának egy éve alatt a teherbeesés kockázata 4% (tökéletes alkalmazás) és 27% (tipikus alkalmazás) közé esik, de akár a 35%-ot is elérheti. Sok egészségügyi szakember szerint a megszakítás nem is tartozik a születésszabályozási módszerek közé.
Kevés bizonyíték áll rendelkezésre az úgynevezett előváladék spermatartalmával kapcsolatban. Míg egyes kutatások során nem találtak ebben a folyadékban spermasejteket, egy másik kísérletben 27 önkéntes közül tíznél találtak spermákat az előváladékban. A megszakítást, mint születésszabályozási módszert világszerte a párok körülbelül 3%-a alkalmazza.

#### Tartózkodás
Bár egyesek a szexuális önmegtartóztatást, azaz minden szexuális tevékenység kerülését javasolják, a születésszabályozás vonatkozásában az absztinencia általában a vaginális közösüléstől való tartózkodást jelenti. A teljes önmegtartóztatás 100%-osan hatásos a terhesség megelőzésében, de még az önmegtartóztatásra törekedők sem tartják vissza magukat minden szexuális aktivitástól, illetve bizonyos csoportok esetében jelentős kockázatot jelent a beleegyezés nélküli szexuális aktusból eredő terhesség.
A kizárólag az absztinenciára korlátozott szexuális nevelés nem csökkenti a kamaszkori terhességek számát. Az Egyesült Államokban folytatott tanulmányok alapján a kamaszkori terhességek aránya nagyobb olyan diákok körében, akiket önmegtartóztatásra neveltek, mint azok körében, akik teljes körű szexuális felvilágosítást kaptak. Az egészségügyi hatóságok ezért azt javasolják, hogy az önmegtartóztatást, mint elsődleges születésszabályozási módszert választók, tartsanak kéznél egy másodlagos módszert is (mint például az óvszer vagy esemény utáni tabletta). Egyesek a penetráció nélküli szexet és az orális szexet is a születésszabályozási módszerek közé sorolják. Bár általánosságban véve ezek a módszerek alkalmasak a terhesség megelőzésére, azonban interfemorális szex (a férfi nemi szerv a nő combjai között) és hasonló szexuális pozíciók esetén – amikor a pénisz a vagina közelébe kerül (petting, anális szex) – szintén kialakulhat nem kívánt terhesség. Ilyenkor sperma kerülhet a vagina nyílása közelébe, és a síkosító váladékokon keresztül abba fel tud hatolni.

#### Szoptatás
A laktációs amenorrhea módszer a nők természetes postpartum meddőségére alapul, amely a szülés után alakul ki, és szoptatással ez az időszak meghosszabbítható. A módszer rendszerint csak akkor hatásos, ha az anya menzesze még nem tért vissza, kizárólag szoptatással táplálja a kisbabát, aki 6 hónaposnál még nem idősebb. Az Egészségügyi Világszervezet szerint amennyiben a kisbabát kizárólag anyatejjel táplálják, akkor a szülést követő hat hónapban csak 2% a nem kívánt terhesség kialakulásának esélye. Vizsgálatok a sikertelenség kockázatát 0% és 7,5% közé teszik ugyanebben az időszakban. A szülést követő első évben a sikertelen fogamzásgátlás kockázata 4–7%-ra, a szülés utáni második évben 13%-ra növekszik. A kisbaba tápszerrel való táplálása, szoptatás helyett a tej pumpálása, cumi használata, illetve a szilárd táplálékokkal való hozzátáplálás mind hozzájárulnak a teherbeesés kockázatához. A kizárólag szoptató anyák hozzávetőleg 10%-ának a szülés utáni első három hónapban, 20%-uknál a szülés utáni hat hónapon belül visszatérhet a menzesze. A termékenység akár a szülést követő negyedik héten is visszatérhet azoknál az anyáknál, akik nem szoptatják a kisbabát.

### Sürgősségi fogamzásgátlás
A sürgősségi fogamzásgátlás azokat a módszereket jelenti, amelyeket a fogamzóképes időszakban történt védekezés nélküli nemi együttlét után lehet alkalmazni a nem kívánt terhesség megelőzésére. A sürgősségi módszerek lényege, hogy befolyásolják vagy megakadályozzák a tüszőrepedést, és megakadályozzák a pete beágyazódását. Különféle lehetőségek léteznek, többek között a magas dózisú ösztrogén- vagy progeszterontartalmú tabletta, kombinált, nagy dózisú fogamzásgátló tabletta (Yuzpe-módszer), levonorgestrel, mifepriszton vagy uliprisztál-acetát tartalmú tabletták, illetve méhen belüli fogamzásgátló eszközök. A levonorgestrel hatóanyagot tartalmazó tabletták 70%-kal csökkentik a nem kívánt terhesség bekövetkezésének esélyét (az esetek 2,2%-ában sikertelenek), amennyiben a tablettát az aktust követő három napon belül veszik be. Az uliprisztál-acetát tartalmú tabletták az aktus utáni öt napon belül kb. 85%-kal csökkentik a terhesség bekövetkezésének esélyét (a teherbe esés esélye 1,4%), és kismértékben hatásosabbak, mint a levonorgestrel. A mifepriszton szintén hatásosabb, mint a levonorgestrel, azonban a méhen belüli rézbevonatú (vagy hormontartalmú) fogamzásgátló eszközök a leghatásosabbak. A méhen belüli fogamzásgátló eszközöket a védekezés nélküli aktus után öt napon belül felhelyezve az esetek 99%-ában megakadályozzák a nem kívánt terhességet (a teherbe esés aránya 0,1–0,2%). Ez a ma ismert leghatásosabb fogamzásgátlási módszer.
A felmérések szerint nem befolyásolja a szexuális úton terjedő betegségek terjedését, az óvszerhasználatot, a nem kívánt terhességek bekövetkezésének arányát vagy szexuális kockázatkereső magatartásformákat az, ha a nőket az aktus előtt ellátják sürgősségi fogamzásgátló tablettával. A sürgősségi fogamzásgátlási módszereknek nincsenek jelentős mellékhatásaik.

### Kettős védekezés
Kettős védekezés során a szexuális úton terjedő fertőzést és a terhességet megelőző módszereket együttesen alkalmazzák. Ez történhet csak óvszerrel vagy az óvszer és egy másik születésszabályozási módszer kombinációjával, illetve a penetratív szextől való tartózkodással.
Ha a terhesség komoly gondot jelentene, célszerű két módszer együttes használata, és kettős születésszabályozási mód javasolt azoknál, akik akne ellen isotretinoint szednek, mivel a terhesség alatt történő szedéskor nagy a születési rendellenességek kockázata.

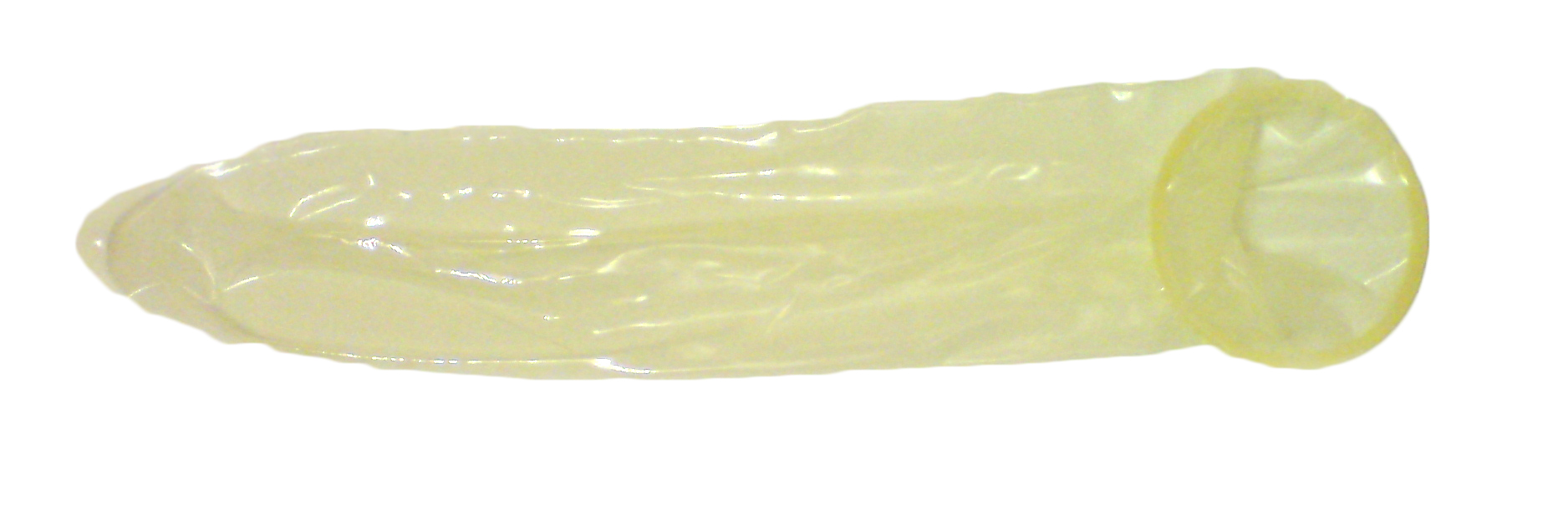
Kisodort (férfi) óvszer
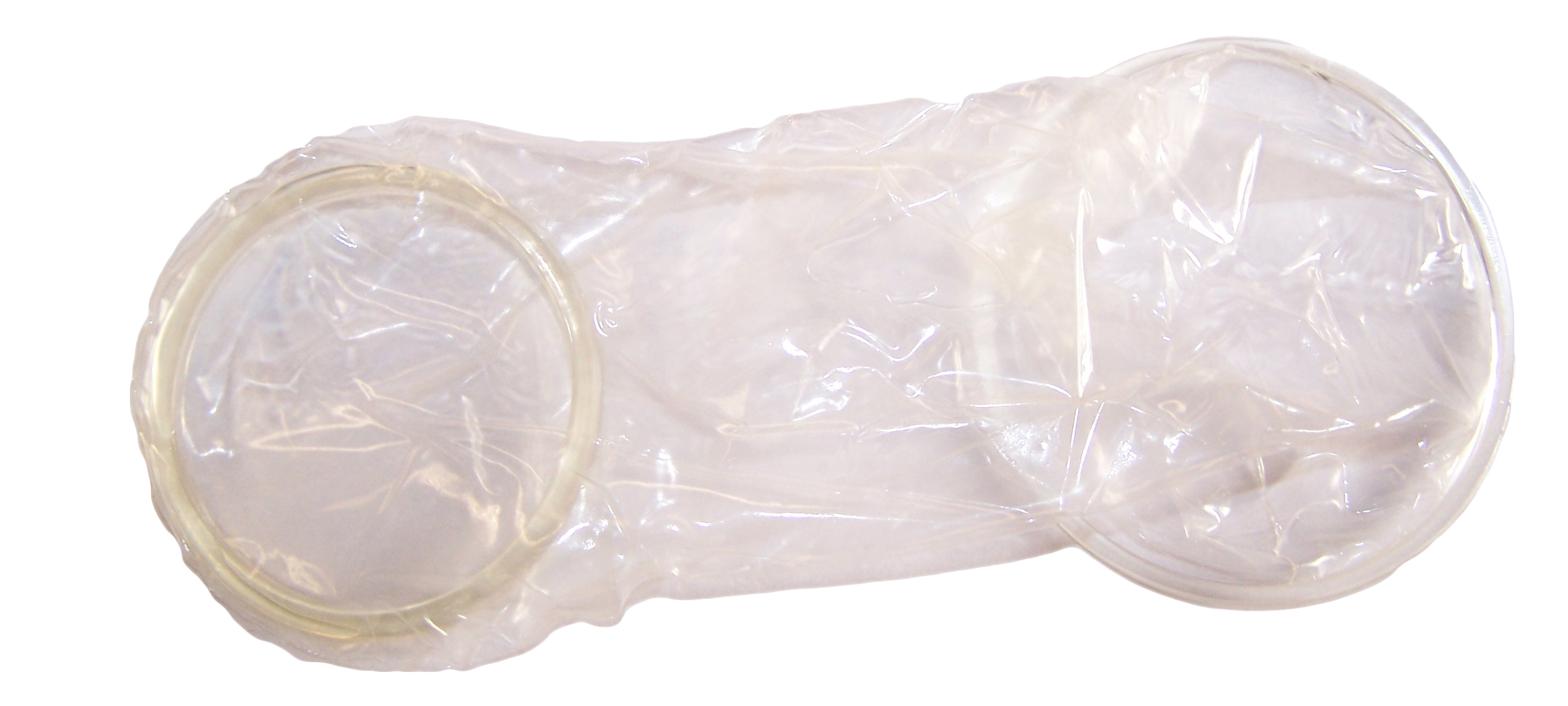
Poliuretán női óvszer
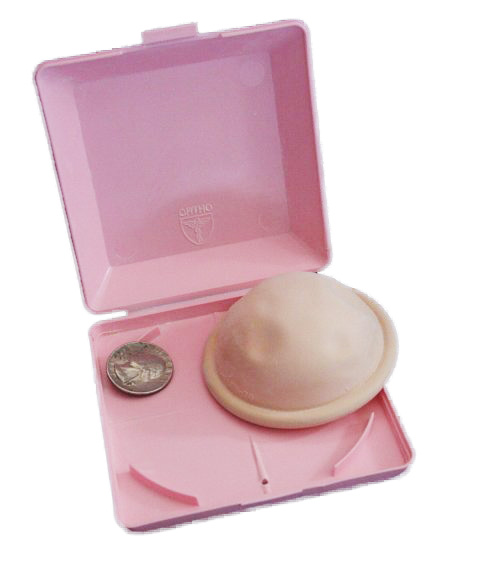
Hüvelyi-méhnyaki diafragma a dobozában, egy negyeddolláros pénzérme mellett
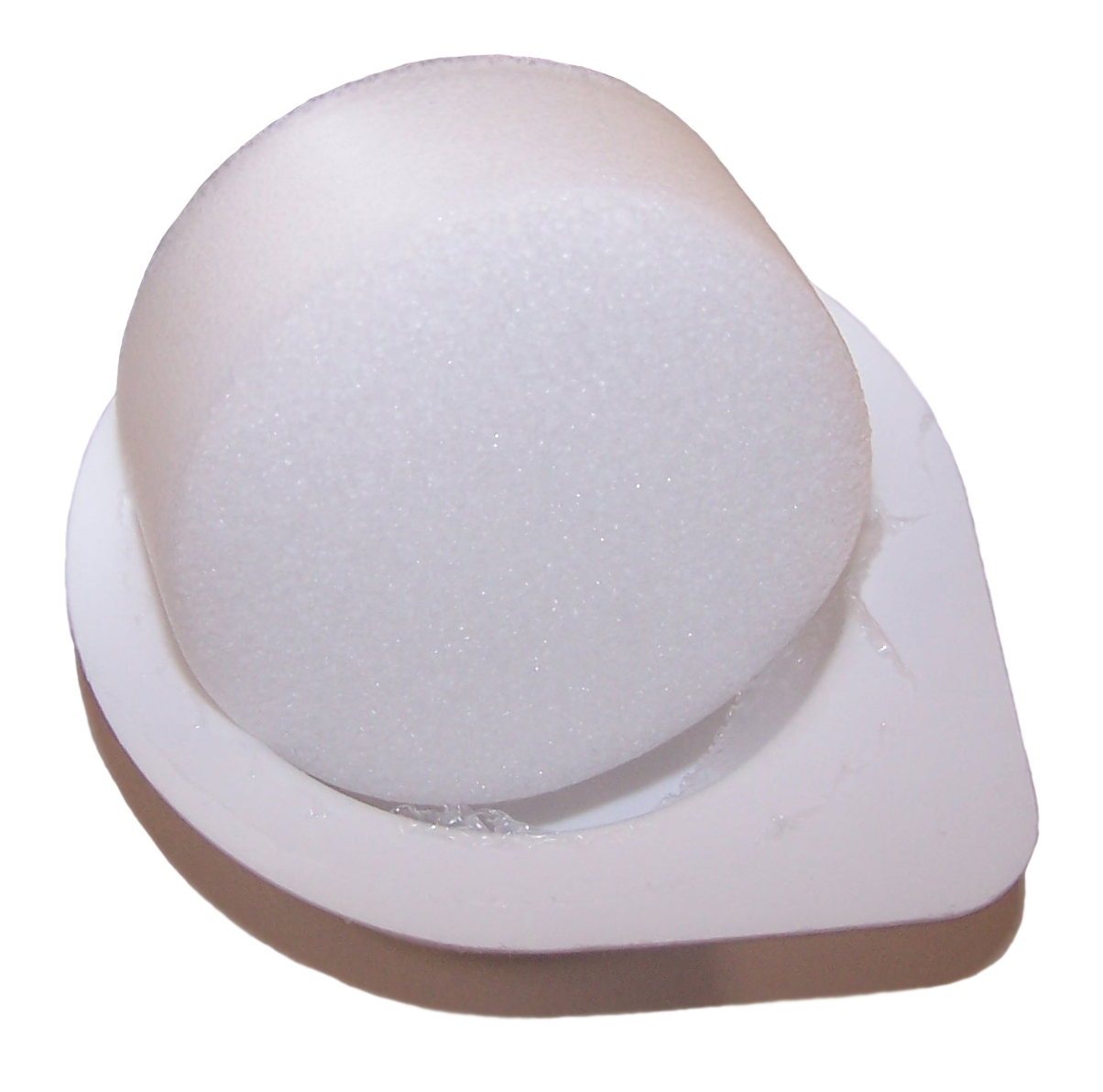
Fogamzásgátló szivacs annak nyitott csomagolásában
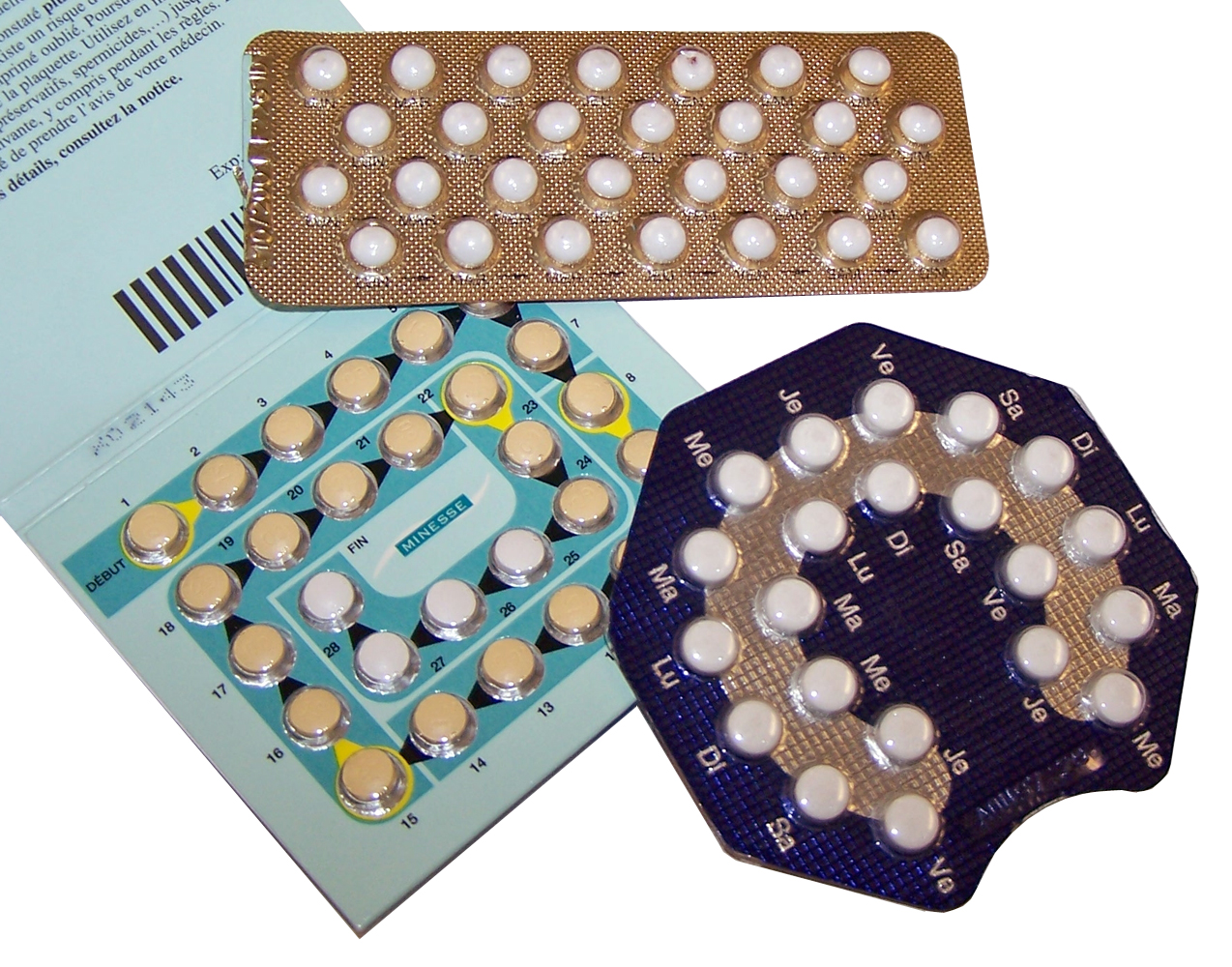
Kombinált, szájon át szedhető fogamzásgátló tabletta három fajtája, naptárral ellátott csomagolásban
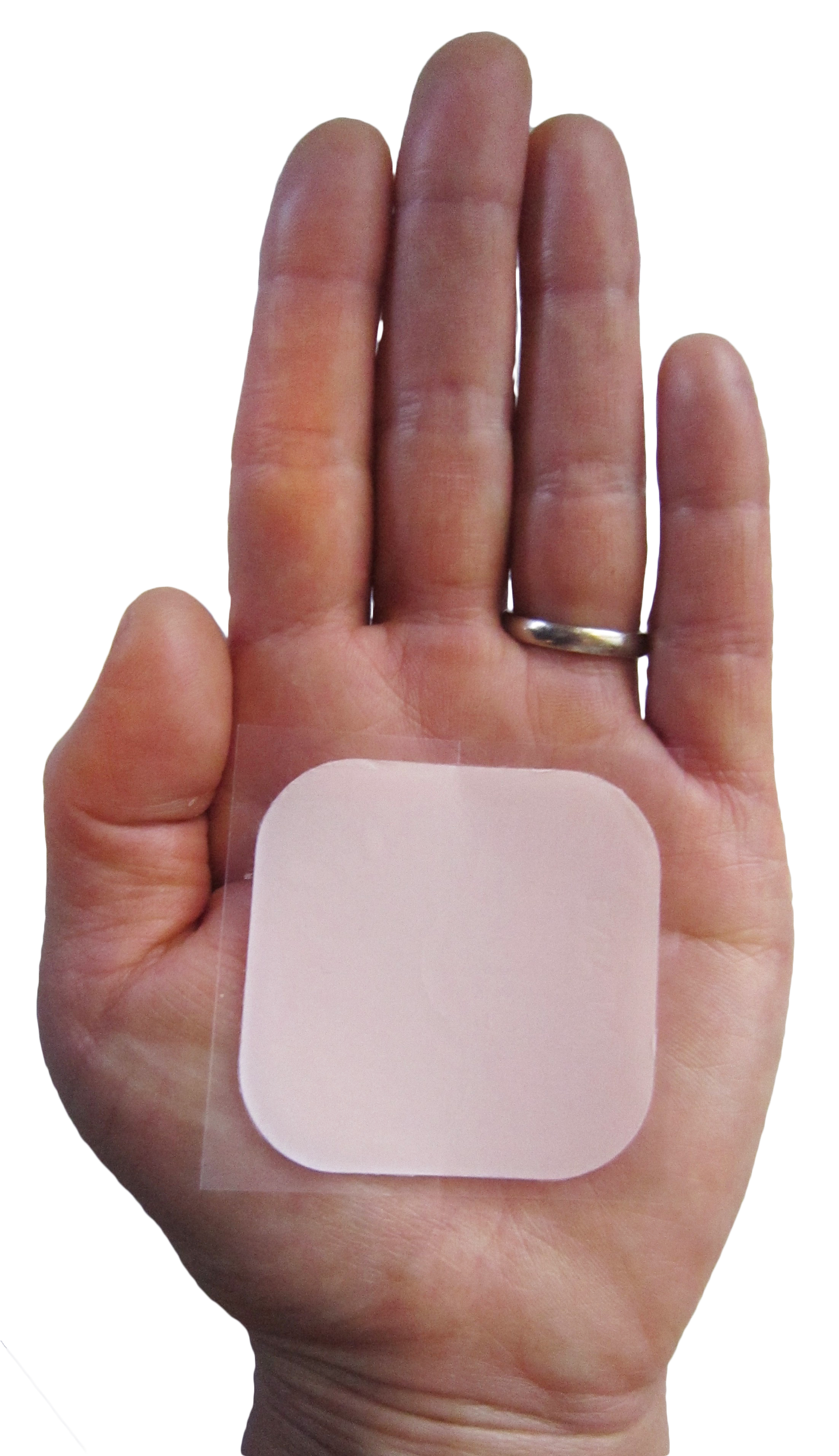
Bőrre helyezhető fogamzásgátló tapasz
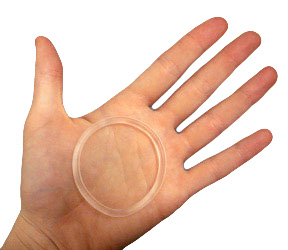
NuvaRing hüvelygyűrű
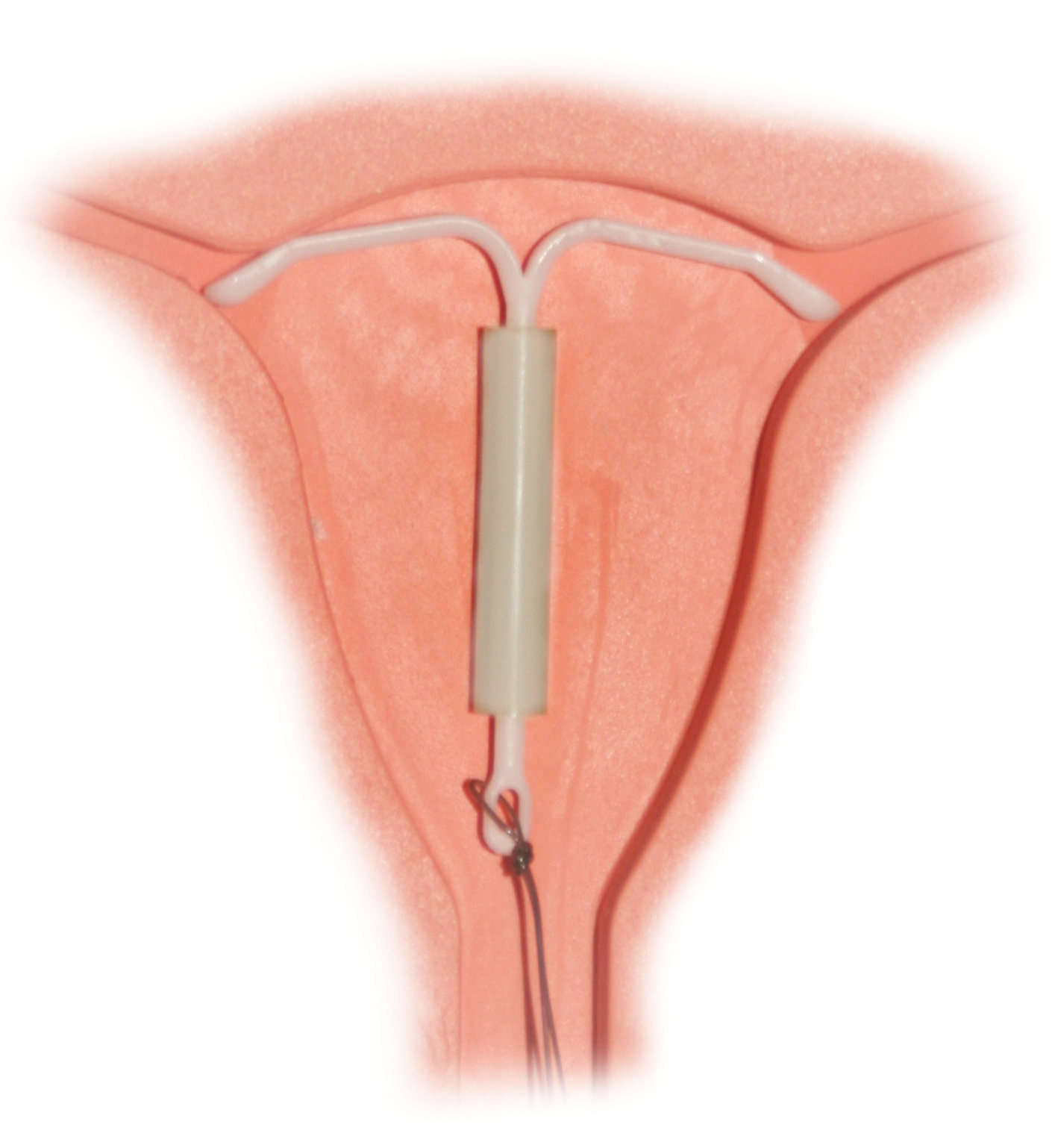
Hormonális méhen belüli eszköz, a háttérben látható a méhen belüli elhelyezkedése
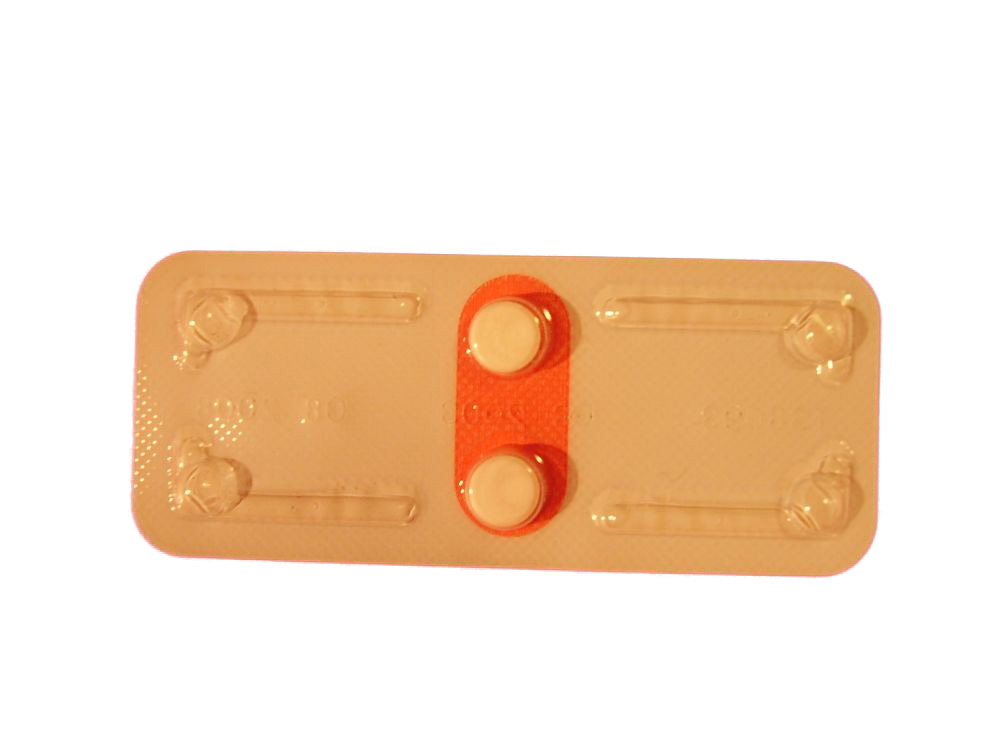
Két sürgősségi fogamzásgátló tabletta osztott adagolása (ma már a legtöbb aktus utáni tabletta esetén csak egy szükséges)
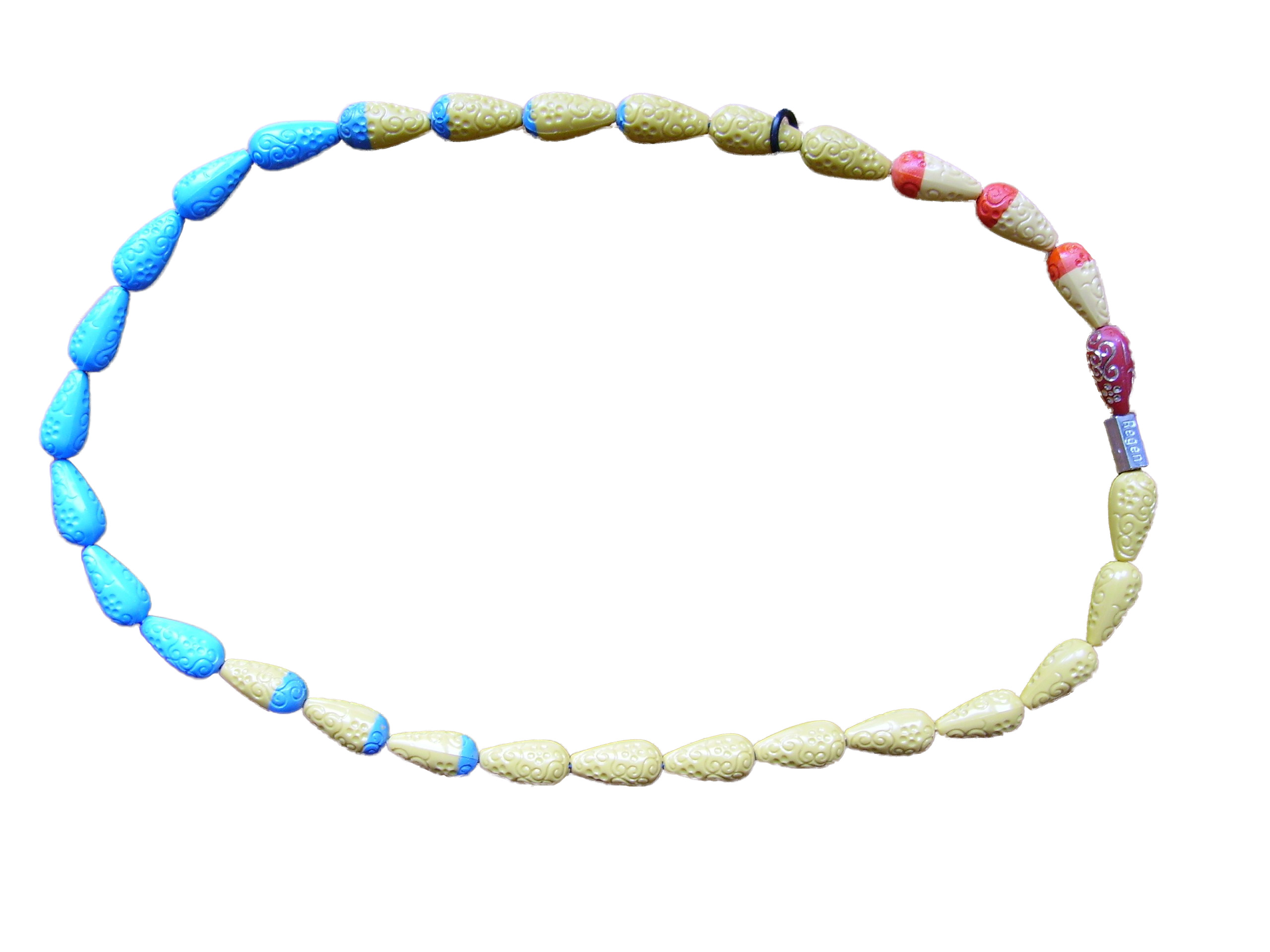
ciklus-gyöngysor a fogamzóképes időszak becslésére, a menstruáció óta eltelt napok alapján

### A fogamzásgátló módszerek megbízhatósága, Pearl-index (PI)
A fogamzásgátlás megbízhatóságát az úgynevezett Pearl-index (PI) mutatja meg. Az index megmutatja, hogy a kiválasztott eljárás alkalmazása mellett, egy év alatt száz nő közül hány esik teherbe. Minél kisebb Pearl-értékkel rendelkezik a fogamzásgátló módszer, annál nagyobb biztonsággal alkalmazható. A statisztikai adatokból az látható, hogy nagy különbségek vannak egyazon módszeren belül is. Ez a különbség az adott módszeren belül alkalmazott különböző módszerek (például eltérő hatóanyag) és az emberi tényező okozza.
Az azonos védekezési módokon belül is nagy eltérés lehet. A helyesen alkalmazott technikák mellett kisebb teherbeesési aránnyal lehet számolni. A nagyobb teherbeesési arányt a módszer nem előírásszerű alkalmazása okozhatja. A helytelen alkalmazás emberi tényező, például ilyenkor valószínűsíthető, hogy nem történt kellő mértékű felvilágosítás, esetleg a használó nem olvasta el megfelelően a tájékoztatót, vagy nem vette figyelembe a kölcsönhatásokat és végül nem történt megfelelő ellenőrzés sem. Például összeszokott párok esetén a megszakított közösülés sokkal nagyobb biztonságot ad, mint alkalmi kapcsolatban. Stabil menstruációs ciklus esetén a naptár módszer sokkal nagyobb biztonságot ad, mint szabálytalan ciklus esetén.
- Hormonkészítmények: 0,03–2,5
- IUS, amely hormon tartalmú spirál néven is ismert: 0,1–0,2
- IUD, amely spirál néven is ismert: 0,5–5
- Hüvelyi spermicid anyagok: 0,7–7
- Óvszer (condom): 3–30
- Megszakított közösülés: 8–0
- Naptármódszer: 10–40
- Hőmérőzés vagy Hillebrant-módszer

A fenti számok értelmezése:
- 1%-nál kisebb a teherbeesés lehetősége: hormon készítmények, IUD, IUS, nő művi meddővé tétele, férfi művi meddővé tétele.
- 90%-nál jobb védelmet biztosít az óvszer.
- 30% körüli védelmet biztosít a megszakított közösülés, a naptármódszer, a spermicid anyagok.
- 50–90% körüli védelmet biztosít a hőmérőzés vagy Hillebrant-módszer.

Két, vagy több fogamzásgátló módszer egyidejű alkalmazása tovább csökkenti a teherbeesés kockázatát.

## Hatások

### Egészségre gyakorolt hatások

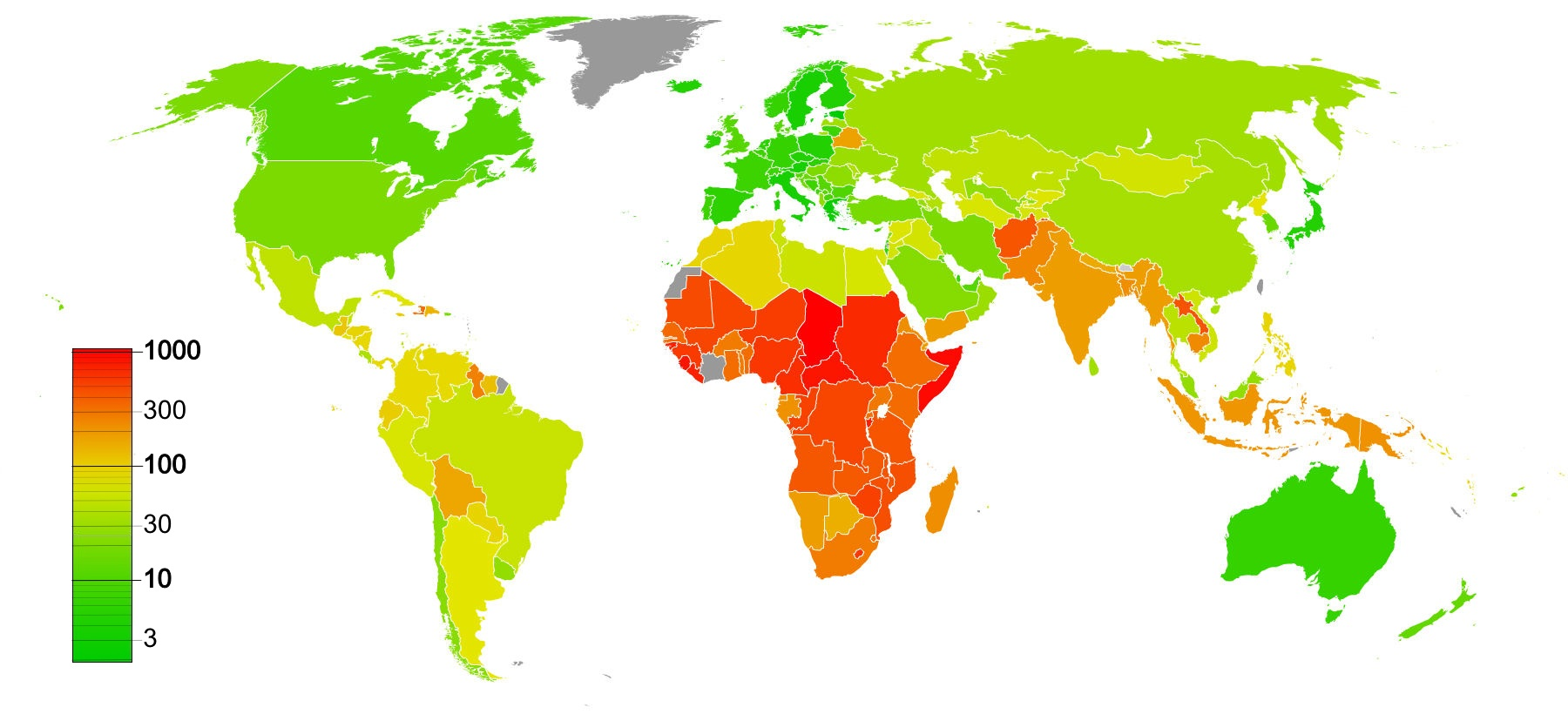
Halálozási ráta az anyák körében 2010-es adatok szerint

A fogamzásgátlók használata révén a fejlődő országokban a becslések szerint 40%-kal csökkent a halálozás az anyák körében (2008-ban körülbelül 270 000 halálesetet sikerült megelőzni), és a halálesetek 70%-a elkerülhető lehet, ha a fogamzásgátlók iránti szükségletet sikerülne maradéktalanul kielégíteni. A kedvező eredmények a nem kívánt terhességek számának csökkentéséből származnak – mivel az ilyen terhességek következményei lehetnek kockázatos abortuszok –, valamint abból, hogy megakadályozható a terhesség kialakulása azoknál, akiknél az veszélyekkel járhat.
A születésszabályozás a gyermekek túlélési arányát is javítja a fejlődő országokban, a terhességek között eltelt időszakok meghosszabbítása révén. Ezekben a populációkban kedvezőtlenebb a kimenetel azoknál az anyáknál, akik korábbi szülést követően tizennyolc hónapon belül ismét teherbe esnek. Azonban az újabb terhesség késleltetése vetélést követően nem tűnik célravezetőnek a kockázat mérséklésében, és ezekben a helyzetekben a nőknek azt javasolják, hogy vállalkozzanak újabb terhességre, amint erre késznek érzik magukat.
Kamaszkori terhességek során – különösen a fiatalabb kamaszok körében – fokozottan fennáll a kedvezőtlen kimenetel veszélye. Ezek közé tartozik a koraszülés (a 37. hét előtt), az alacsony születési súly és a csecsemőhalál. Az Egyesült Államokban a 15 és 19 év közötti anyák terhességének 82%-a nem előre tervezett. A széles körű szexuális felvilágosítás és a fogamzásgátlók hozzáférhetősége hatékonyan csökkentik a terhességek gyakoriságát ebben a korcsoportban.

### Anyagi vonatkozásai
| 7–8 gyermek 6–7 gyermek 5–6 gyermek 4–5 gyermek | 3–4 gyermek 2–3 gyermek 1–2 gyermek 0–1 gyermek |

A termékenység alakulása országonként, 2012-es adatok szerint.
7–8 gyermek
6–7 gyermek
5–6 gyermek
4–5 gyermek
3–4 gyermek
2–3 gyermek
1–2 gyermek
0–1 gyermek

A fejlődő országokban a születésszabályozásnak köszönhetően az eltartott gyermekek száma csökken és a dolgozó nők száma növekszik, ezáltal elősegítve a gazdasági növekedést. A születésszabályozás szélesebb körű elérhetősége révén javul a nők keresete, vagyona, testtömeg százaléka, valamint gyermekeik iskoláztatása és testtömeg százaléka. A korszerű születésszabályozás alkalmazásával történő családtervezés egyike a leginkább költséghatékony egészségügyi intervenciós módszereknek.
Az Egyesült Nemzetek Szervezete becslése szerint minden egyes, születés-szabályozásra elköltött dollár után 2–6 dollár a megtakarítás. Ezek a költségmegtakarítások összefüggésben állnak a nem kívánt terhességek megelőzésével és a szexuális úton terjedő betegségek számának visszaszorításával. A születésszabályozási módszerek mindegyike anyagi előnyökkel jár, ezek közül is a legnagyobb mértékű megtakarítást a réztartalmú, méhen belüli eszközöknek köszönhető.
2012-es adatok szerint a terhesség, a szülés és az újszülött-gondozás összköltsége az Amerikai Egyesült Államokban átlagosan 21 000 dollár hüvelyi szülés esetén, és 31 000 dollár császármetszés esetén. Szinte minden más országban a költség még ennek felét sem éri el. 2011-es adatok szerint egy átlagos amerikai család gyermekenként 235 000 dollárt költ 17 év alatt a gyermek felnevelésére.
Magyarországon 2013-as adatok szerint körülbelül 13–15 millió forintba kerül egy átlagos gyermek felnevelése. A havi kiadás átlagosan 30–40 ezer forint, mely a gyermek növekedésével együtt növekszik. Csecsemőkorban lehet kevesebb 25–35 ezer, de a középiskolás korú gyermek 90 ezer forintba kerül.

## Elterjedése
| 6% 12% 18% 24% 30% 36% | 42% 48% 54% 60% 66% 72% | 78% 84% 86% Nincs adat |

Nők által alkalmazott, korszerű születésszabályozási módszerek, 2010-es adatok szerint.
6%
12%
18%
24%
30%
36%
42%
48%
54%
60%
66%
72%
78%
84%
86%
Nincs adat

2009-es adatok szerint világszerte a házas és termékeny egyének körülbelül 60%-a él valamilyen születésszabályozási módszerrel. A különféle módszerek gyakorisága országonként igen változó. A fejlett világban a leggyakoribb módszer az óvszer és a szájon át szedett fogamzásgátló, míg Afrikában a szájon át szedett fogamzásgátlók, Latin-Amerikában és Ázsiában pedig a sterilizáció. A fejlődő országokban az összes alkalmazott születésszabályozási módszer 35%-ban női sterilizáció, 30% méhen belüli eszköz, 12% szájon át szedett fogamzásgátló, 11% óvszer, 4% pedig férfi sterilizáció.
Bár a fejlett országokhoz képest a fejlődő országokban kevésbé elterjedt a méhen belüli eszközök használata, 2007-es adatok szerint az ezeket használó nők száma még így is meghaladta a 180 milliót. A szextől való tartózkodás módszeréhez a fogamzóképes időszakok alatt a gyermekvállalásra érett nők 3,6%-a folyamodik átlagosan, míg ez az arány Dél-Amerika egyes területein akár a 20%-ot is elérheti. 2005. évi globális adatok szerint a párok 12%-a él férfi fogamzásgátló módszerekkel (óvszer vagy vazektómia), a fejlett országokban ez az arány magasabb. 1985 és 2009 között visszaesett a születésszabályozási módszerek férfiak által alkalmazható változatainak elterjedtsége. 2006-ra már mintegy 30%-ra emelkedett a nők körében a fogamzásgátlók használata Fekete-Afrika területén, az 1991-es körülbelül 5%-ról.
2012-es adatok szerint a gyermekvállalásra érett nők 57%-a szeretné elkerülni a terhességet (1520 millióból 867 millió). Mintegy 222 millió nőnek azonban nem áll rendelkezésére születésszabályozási módszer, ebből 53 millióan a Fekete-Afrikában, 97 millióan pedig Ázsiában élnek. Ennek következtében évente 54 millió nem kívánt terhességgel és csaknem 80 000 halálesettel számolnak az anyák körében. A születésszabályozással nem élő nők magas számát részben az a tény magyarázza, hogy sok országban vallási vagy politikai indokkal tiltottak ezek a módszerek, míg egy másik közrejátszó tényező a szegénység. A Fekete-Afrikában érvényes abortuszellenes törvények miatt sok nő fordul engedély nélküli terhességmegszakító létesítményhez a nem kívánt terhesség miatt. Az ilyen eseteknek évente körülbelül 2–4%-a esik át kockázatos abortuszon.

## Története

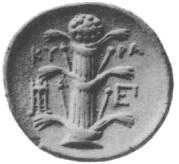
Szilfium növényt ábrázoló ókori ezüstérme Cyrenaica városából

Az egyiptomi Ebers-papirusz i. e. 1550-ből és a Kahun-papirusz i. e. 1850-ből tett elsőként említést születésszabályozásra használt módszerről, melynek során a hüvelybe mézet, akácleveleket és tépést helyeztek a sperma bejutásának megakadályozására. Ókori egyiptomi rajzokon is látni illusztrációkat az óvszer használatáról. A Teremtés könyve említi a megszakítást a születésszabályozás módszereként, amikor Onán „magvát kiönti” (ejakulál) a földre a gyermeknemzés elkerülése érdekében, hogy ne termékenyítse meg halott bátyjának feleségét, Támárt. Feltevések szerint az ókori Görögországban szilfiumot használtak születésszabályozásra, és a növény végül hatékonysága és az ebből következő népszerűsége miatti mértéktelen gyűjtés eredményeként kihalt. A középkori Európában a római katolikus egyház a terhesség elkerülésére tett bármiféle kísérletet erkölcstelennek tartott. Egyesek szerint ekkor is voltak nők, akik különféle születésszabályozási módszerekkel éltek, például a megszakításos módszerrel, illetve liliom vagy kerti ruta gyökerének a hüvelybe helyezésével (ezen kívül nem volt ritka a csecsemőgyilkosság sem).
Giacomo Casanova (1725–1798) az olasz reneszánsz idején írt arról a módszerről, amelynek során báránybőr védőréteget használtak a terhesség elkerülésére, az óvszerek elterjedt használata azonban a 20. századig nem volt jellemző. 1909-ben Richard Richter dolgozta ki az első méhen belüli eszközt, amely selyemhernyó beléből készült, majd ezt Ernst Gräfenberg továbbfejlesztette, és piacra vitte Németországban az 1920-as évek végén. 1916-ban Margaret Sanger nyitotta meg az első születésszabályozási klinikát az Egyesült Államokban, amely tette a letartóztatásához vezetett. Ezt követte 1921-ben az első angliai klinika, amelyet Marie Stopes nyitott meg. Gregory Pincus és John Rock, a Planned Parenthood Federation of America segítségéve dolgozták ki az első fogamzásgátló tablettát az 1950-es években, amely az 1960-as években vált elérhetővé a nyilvánosság számára. A sebészeti beavatkozással végzett abortusz alternatívájaként elérhetővé vált az egészségügyi abortusz is, a prostaglandin analógok 1970-es megjelenésével, majd ezt követte a mifeprisztone az 1980-as években. Azonban egyes kultúrákban szándékosan továbbra is korlátozzák a születésszabályozási módszerek alkalmazását, mivel azokat erkölcsi vagy politikai szempontból nemkívánatosnak tartják.
Magyarországon a 20. század óta a születések csökkenése a jellemző. Az 1950-es évek elejére a közepes vagy inkább alacsony fertilitású országok közé lehetett sorolni Magyarországot. Ennek megállítására számos kormányzati intézkedés született, és általában anyagi eszközökkel és különböző juttatásokkal próbálták ösztönözni a gyermekvállalást. Az egyik jelentős születésnövekedést elérő 1952 és 1954 közötti időszakban (Ratkó-korszak) több mint húsz százalékkal, 186 ezerről 223 ezerre növekedett az élveszületések száma. A gyermekszámnak ez az átmeneti emelkedése Ratkó Anna minisztersége alatt hozott születésszabályozási törvény intézkedéseivel, az abortusztilalommal és a gyermektelenségi adóval függtek össze. A negatív rekordot 2011 jelentette, amikor 90 ezer fő alá csökkent az élveszületések száma.

## Társadalmi és kulturális kérdések

### Jogi állásfoglalás
Az emberi jogokra vonatkozó egyezmények a legtöbb kormányzattól megkövetelik a családtervezéssel és fogamzásgátlással kapcsolatos információk terjesztését és az ezekhez tartozó szolgáltatások biztosítását. Idetartozik a családtervezési szolgáltatásokra vonatkozó országos szintű tervezet elkészítése, a családtervezés módjaihoz való hozzáférést korlátozó törvények törlése, a biztonságos és hatékony születésszabályozási módszerek (ideértve a sürgősségi fogamzásgátlást is) széles választékához való hozzáférés biztosítása, megfelelően képzett egészségügyi szolgáltatók és jól felszerelt egészségügyi intézmények megfizethető áron igénybe vehető szolgáltatásainak biztosítása, és ellenőrző eljárás kidolgozása a bevezetett programok figyelemmel követésére. Amennyiben az illető kormányzat a fentiek betartását elmulasztja, az a nemzetközi egyezményben vállalt kötelezettségek megszegésének tekinthető.
Az ENSZ azzal a szándékkal indította el a „Minden nő, minden gyermek” (Every Woman Every Child) mozgalmat, hogy felmérje miként halad a nők fogamzásgátlás iránti igényeinek kielégítése. A kezdeményezés célja, hogy a világ 69 legszegényebb országában a 2020-as évre 120 millióval több nő használhassa modern születésszabályozási módszereket. Emellett szeretnék megszüntetni a fogamzásgátló eszközöket kereső lányok és fiatal nők elleni diszkriminációt is.

### Vallásos megítélése
A különböző vallások nagyban eltérnek egymástól a születésszabályozás etikai kérdésének megítélésében. A római katolikus egyház hivatalos értelemben és bizonyos esetekben kizárólag a családtervezés természetes módjait fogadja el, ámbár a fejlett országokban nagyszámú katolikus fogadja el és használja a modern születésszabályozási módszereket is. A protestánsok körében szinte minden nézet megtalálható, a fogamzásgátlástól való teljes elzárkózástól az összes lehetséges módszer megengedéséig. A zsidó valláson belül szintén változó nézetek uralkodnak, kezdve a szigorú ortodox elvektől a valamivel enyhébb reformirányzat véleményéig. Abban azonban egyet értenek, hogy a Biblia tiltja a kasztrálást. A zsidó jog és etika elutasítja a sterilizációt mind férfiak és mind a nők esetében, hacsak az nem egészségügyi okból történik.
A hinduk természetes és mesterséges fogamzásgátlókat egyaránt alkalmaznak. Általános buddhista nézet szerint a fogamzás megelőzése elfogadható, de a fogamzás utáni beavatkozás már nem. Az iszlám szerint a fogamzásgátlók használata megengedett, amennyiben azok az egészségre nem veszélyesek, bár egyesek szerint még ezek használata is helytelen. A Koránban nem található egyértelmű állásfoglalás a fogamzásgátlás erkölcsi vonatkozásait illetően, bár a gyermekvállalásra biztató kijelentések ugyanakkor megtalálhatók. Mohamed prófétáról feljegyezték, hogy kijelentette: „házasodjatok és sokasodjatok”.

### A fogamzásgátlás világnapja
Szeptember 26-a a fogamzásgátlás világnapja, amelynek célja, hogy a szexuális és reproduktív egészségügyi kérdésekre felhívja a figyelmet, illetve emelje az erre vonatkozó oktató tevékenység színvonalát. Jelmondata: egy olyan világért, ahol minden terhesség kívánatos. A kezdeményezést több kormányzat és nemzetközi nem kormányzati szerv is támogatja, köztük az Asian Pacific Council on Contraception (APCOC), a Centro Latinamericano Salud y Mujer, a European Society of Contraception and Reproductive Health (A fogamzásgátlás és a reproduktív egészségügy európai szervezete), German Foundation for World Population (Német Alapítvány a Világnépességért), International Federation of Pediatric and Adolescent Gynecology (Gyermek- és Serdülőkori Nőgyógyászat Nemzetközi Szövetsége), az International Planned Parenthood Federation (Családtervezés Nemzetközi Szövetsége), a Marie Stopes International (Marie Stopes Nemzetközi Szervezet), a Population Services International (Népességi Szolgáltatások Nemzetközi Szervezete), a Population Council (Népességi Tanács), a United States Agency for International Development (az Egyesült Államok Nemzetközi Fejlesztési Ügynöksége, USAID), és a Women Deliver.

### Tévhitek
A szexre és terhességre vonatkozóan számos tévhit uralkodik. A szexuális érintkezést követő zuhanyozás és hüvelyöblítés például nem tartozik a hatékony születésszabályozási módszerek közé. Sőt, számos egészségügyi problémával is kapcsolatba hozható, következésképp nem ajánlott. A nők már életük első szexuális érintkezésekor is teherbe eshetnek, csakúgy, mint bármilyen szexuális pozícióban. Lehetséges – bár nem nagyon valószínű –, hogy valaki a menstruációs vérzés ideje alatt esik teherbe.

## Kutatások

### Nők
Nyilvánvalóan szükséges a már meglévő születésszabályozási módszerek tökéletesítése, mivel a nem szándékosan teherbe esettek mintegy fele alkalmazott valamilyen fogamzásgátló módszert a teherbe esés idején. Jelenleg a meglévő fogamzásgátló módszerek módosításának számos változatán folynak kísérletek, ideértve a jobb minőségű női óvszer, a továbbfejlesztett diafragma, a kizárólag progesztogént tartalmazó tapasz és a tartós hatású progeszteront tartalmazó hüvelygyűrű kidolgozásán. Ez a hüvelygyűrű három-négy hónapig is hatékonyan működik, és jelenleg a világ néhány területén kapható.
Kutatások folynak a méhnyakon keresztül végezhető sterilizáció különböző módjainak kidolgozására is. Az egyik ilyen módszer során a méhbe quinacrine-t helyeznek, amely hegek kialakulásához és meddőséghez is vezet. Ámbár az eljárás olcsó és elvégzése nem igényel sebészeti tudást, hosszú távú mellékhatásai aggodalomra adnak okot. A hasonlóan működő, polidokanol elnevezésű anyag használatát szintén vizsgálják. A petevezetékbe helyezhető és ott megnövekvő, majd elzáródást okozó, Essure nevű eszköz használatát az Amerikai Egyesült Államokban 2002-ben elfogadták.

### Férfiak
A férfiak által használatos születésszabályozási módszerek közé tartozik az óvszer, a vazektómia és a megszakított közösülés alkalmazása. A szexuálisan aktív férfiak 25–75%-a szívesen használna hormonális születésszabályozási módszert, ha ez rendelkezésére állna. Jelenleg számos hormonális és nem hormonális módszerrel folynak próbakísérletek, továbbá kutatják a fogamzásgátló védőoltás kidolgozásának lehetőségeit is.
Folyamatban van egy visszafordítható sebészeti beavatkozás kutatása, a sperma termelésének ellenőrzés melletti, visszafordítható felfüggesztése (RISUG – Reversible Inhibition of Sperm Under Guidance), amely egy dimetil szulfoxidba ágyazott polimer gélnek, a sztirol malein anhidridnek az ondóvezetékbe történő befecskendezését jelentené. Az anyag egy szódabikarbónás injekcióval egyszerűen kimosható és a nemzőképesség helyreállítható. Másik lehetőség az ondóvezetékbe bejuttatható, uretán dugó elhelyezése, amely elzáródást okoz. Az androgén és a progesztogén bizonyos kombinációja szintén ígéretesnek tűnik, csakúgy, mint a különböző szelektív androgén érzékelő modulátorok használata. Az ultrahang használata, valamint a herék hevítésére szolgáló eljárások kidolgozása még a kezdeti stádiumban tart.

## Állatok
A kiherélés vagy ivartalanítás, amely lényegében a szaporodó szervek egy részének eltávolítását jelenti, gyakori módszer a házi kedvencek születésszabályozására. Sok állatmenhely előírásszerűen megköveteli a sterilizálást, mivel ez rendszerint a befogadási megállapodás követelménye. Nagytestű állatoknál a műtéti beavatkozás neve kasztrálás. A vadállatok túlzott elszaporodásának kontrollálására – a vadászat alternatívájaként – szintén szóba kerül a születésszabályozás. A fogamzásgátló védőoltás alkalmazása több különböző állatpopulációnál is hatékonynak bizonyult.

## Fordítás
- Ez a szócikk részben vagy egészben  a   Birth control című angol Wikipédia-szócikk ezen változatának fordításán alapul.  Az eredeti cikk szerkesztőit annak laptörténete sorolja fel. Ez a jelzés csupán a megfogalmazás eredetét és a szerzői jogokat jelzi, nem szolgál a cikkben szereplő információk forrásmegjelöléseként.